# Phalaenopsis fimbriata
Phalaenopsis fimbriata ist eine Orchideenart aus der Gattung Phalaenopsis. Sie ist in Indonesien verbreitet.

## Beschreibung

### Vegetative Merkmale
Phalaenopsis fimbriata wächst als Epiphyt. Am kurzen monopodialen Stängel stehen drei bis sechs Laubblätter. Die grünen, wenig fleischigen Laubblätter sind bei einer Länge von rund 25 Zentimetern sowie einer Breite von bis zu 8 Zentimetern länglich-elliptisch bis oval und spitz zulaufend.

### Generative Merkmale
Der mit einer Länge von bis zu 27 Zentimetern relativ lange und oft verzweigte, meist nach unten hängende Blütenstand enthält viele Blüten, die sich nacheinander öffnen. Die Blüten strömen einen leichten aromatischen Duft aus. Die zwittrigen Blüten sind zygomorph, etwa 5 Zentimeter groß und dreizählig. Die drei Kelchblätter sind elliptisch und laufen spitz zu. Die drei elliptischen Kronblätter sind an der Kronblattspitze oft leicht gedreht. Die Grundfarbe der wachsartigen Blüten variiert von weiß, milchig weiß bis leicht grünlich. Um den Bereich der Narbe finden sich kleine violette Streifen auf den Kronblättern. Die Lippe ist dreilappig und etwa 16 Millimeter lang, der dreireihige Kallus ist gespalten. Der vordere Mittellappen der Lippe ist mit vielen langen Trichomen bedeckt. 
Nach der Bestäubung verwelken die Blütenhüllblätter nicht, sie werden stattdessen grün bis zur vollständigen Reife der Kapselfrucht.

## Verbreitung
Das Verbreitungsgebiet von Phalaenopsis fimbriata in Indonesien umfasst die Inseln Java und Sumatra sowie auf Borneo den Bundesstaat Sarawak.

## Systematik
Die Erstbeschreibung von Phalaenopsis fimbriata erfolgte 1921 durch Johannes Jacobus Smith in Bulletin du Jardin Botanique de Buitenzorg ser. 3, Band 3, Seite 300. Das Artepitheton fimbriata leitet sich vom lateinischen Wort fimbriatus für „mit Fransen versehen“ ab und bezieht sich auf die langen Trichome auf der Lippe.
Innerhalb der Gattung wird Phalaenopsis fimbriata von Christenson (2001) in die Sektion Zebrinae aus der Untergattung Polychilos eingeordnet.